# Saint-Priest-les-Fougères
Saint-Priest-les-Fougères là một xã, nằm ở tỉnh Dordogne vùng Aquitaine của Pháp. Xã này có diện tích 20,86 kilômét vuông, dân số năm 1999 là 412 người. Xã nằm ở khu vực có độ cao trung bình 376 m trên mực nước biển.

## Hành chính
| Danh sách các xã trưởng                |                  |                  |                  |         |
| Giai đoạn                              | Giai đoạn        | Tên              | Đảng             | Tư cách |
| 1999                                   | tháng 3 năm 2008 | Marcel Forestier | -                | -       |
| tháng 3 năm 2008                       | đương nhiệm      | Roger Brégéras   | không chính thức | hưu trí |
| Tất cả các dữ liệu trước đây không rõ. |                  |                  |                  |         |

## Thông tin nhân khẩu
| Năm | 1962 | 1968 | 1975 | 1982 | 1990 | 1999 |
| --- | ---- | ---- | ---- | ---- | ---- | ---- |
| Dân số | 592  | 538  | 508  | 485  | 443  | 412  |
| From the year 1962 on: No double counting—residents of multiple communes (e.g. students and military personnel) are counted only once. |      |      |      |      |      |      |